# Mlýnský kámen

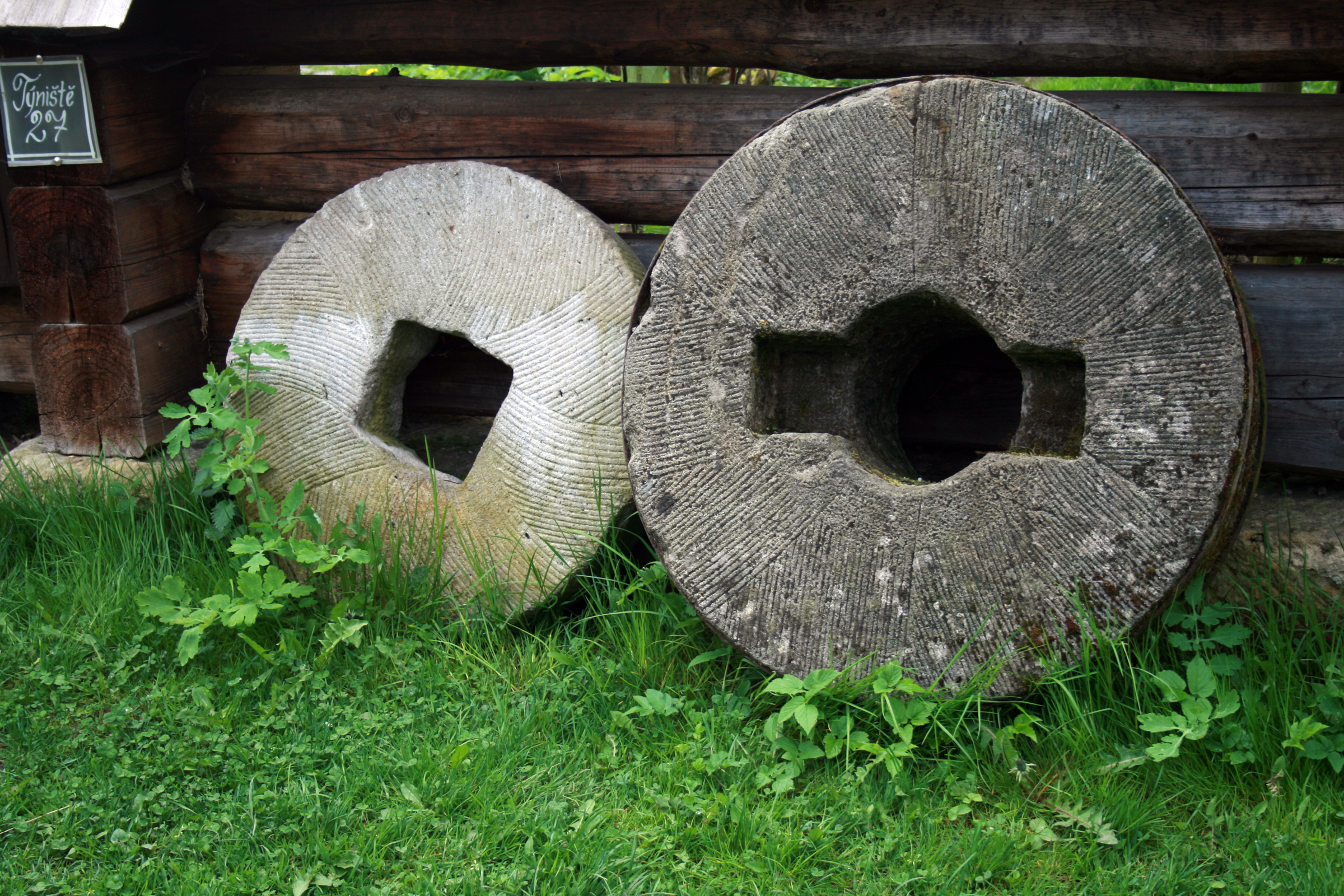
Žernovy v Zubrnicích u Litoměřic

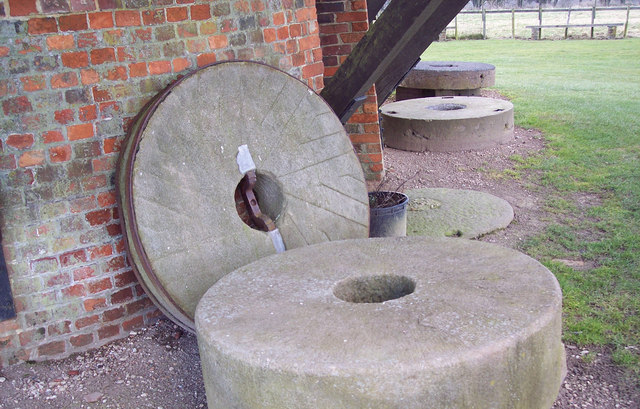
Mlýnské kameny

Mlýnský kámen čili žernov je součást mlýnů a mlýnků na mletí mouky, a to vždy v tzv. složení dvou kruhových kamenů na sebe. Hornímu se říkalo běhoun. Při mletí se otáčel nad spodním, kterému se říkalo jednoduše spodek nebo ležák. Běhoun neležel zcela na spodku a to díky tzv. lehčidlu. Lehčidlo nepatrně nadzvedávalo či spouštělo běhoun podle toho, jak jemně se mělo mlít.

## Popis funkce
Běhoun ručního mlýnku byl na okraji opatřen dřevěnou rukojetí nebo jen jamkou, do níž se opíral kolík. Běhoun vodního a větrného mlýna měl u vnitřního otvoru dva protilehlé záseky, do nichž zapadala příčka, zprostředkující otáčení. Někdy byl středový otvor také čtverhranný. Otvorem ve středu běhounu se vsypávalo obilí, které propadávalo do prostoru mezi kameny, kde bylo drceno respektive trháno. Pro umletí mouky však nestačilo pouze jedno semletí, ale mlelo se opakovaně několikrát za sebou. Obilky se trhaly o ostré hrany na povrchu kamenů. Na kamenech byly vysekány šikmé paprskovité drážky, směrem od středu stále mělčí, které usměrňovaly pohyb obilek od středu k obvodu. Po semletí asi padesáti pytlů obilí sejmuli mlynáři běhoun a zvláštními zaostřenými kladívky (voškrty) obnovovali otupené ostré hrany mlecích ploch. Materiálem pro mlýnské kameny byly především tvrdé druhy pískovce, ryolitu, trachytu nebo i vhodně zatmelené drti křemene a křemence do cementu. Obvod mlecích kamenů někdy chránily proti prasknutí a roztržení železné obruče.

## Historie
Ruční mlýnky na obilí znaly všechny obilnářské kultury už od pravěku. V římské armádě nosil každý desátý voják mlýnek v torně. Při mletí kameny se do mouky dostával písek, což způsobovalo rychlé obrušování zubů, nápadné u pravěkých nálezů koster. Již s prvními zemědělci (v Česku Kultura s lineární keramikou, 6. tisíciletí př. Kr.) se objevují tzv. zrnotěrky – jednoduchá kamenná drtidla zvané složená ze dvou kamenů, u nichž se na větší kámen nasypalo zrno a menším kamenem se pohybem od sebe a k sobě roztíralo. Od pátého století př. Kr. se začaly šířit tzv. mlýnky řeckého typu – vlastně  zdokonalená drtidla, u nichž byl horní třecí kámen opatřen dlouhou rukojetí a kývavým pohybem kolem osy mimo třecí kámen se drtilo zrní, které propadávalo otvorem v horním kameni na kámen spodní. Rotační mlýnky se objevují se v 3.–2. století př. Kr., koncem 2. století př. Kr. prostřednictvím Keltů  i na území Česka, kde se v posledním století před koncem letopočtu značně rozšířily většinou v prostředí oppid. Jejich zavedení podstatně zvýšilo efektivitu přípravy mouky, a to až o 660 %. S příchodem germánských kmenů a pádem keltské kultury se ve střední Evropě tato technologie na téměř tisíc let ztrácí, objevuje se až prostředí slovanského osídlení.
Nálezy mlýnských kamenů různého stáří se vyskytují v prostředí sídlišť a hradišť či kolem bývalých mlýnů. Od konce 19. století nahradily mlýnské kameny válcové mlýny s ocelovými válci.

## Význam
Slovo žernov, praslovanské žornov, mohlo označovat jak jednotlivý kámen, tak také celé složení. Výroba žernovů byla důležitou odbornou specializovanou činnost, jak o tom svědčí i řada místních názvů (Žernovka, Žernoseky aj.). Žernov se jako motiv často vyskytuje i v heraldice a ve výtvarném umění.